# David Holmblad
David Gideon Anders Holmblad, född 17 juli 1874 i Gudhems socken, död 8 maj 1950 i Stockholm, var en svensk grosshandlare.
David Holmblad var son till folkskolläraren Anders Holmblad. Efter läroverksstudier i Falköping var han anställd i detaljhandel i Falköping 1886–1896 och i grosshandel i Stockholm 1897–1899, praktiserade i Tyskland och Storbritannien innan han inträdde i manufakturfirman Nilsson & Lindström och 1905 övertog firman. Han blev fullmäktig i Stockholms handelskammare 1916 och var stadsfullmäktig i Stockholm 1929–1930 samt verkade inom köpmännens organisationer som styrelseledamot i Stockholms manufakturhandlareförening, var ordförande i styrelsen för Stockholms stads handelsmellanskola 1930–1940 och var från 1935 ledamot av styrelsen för Danvikshem. Han var även aktiv i KFUM.